# Montone (Italia)
Montone è un comune italiano di 1 548 abitanti della provincia di Perugia in Umbria. Sorge nella zona conosciuta come alta Valle del Tevere, sulla parte più alta di un colle che domina la confluenza dei fiumi Tevere e Carpina.

## Storia

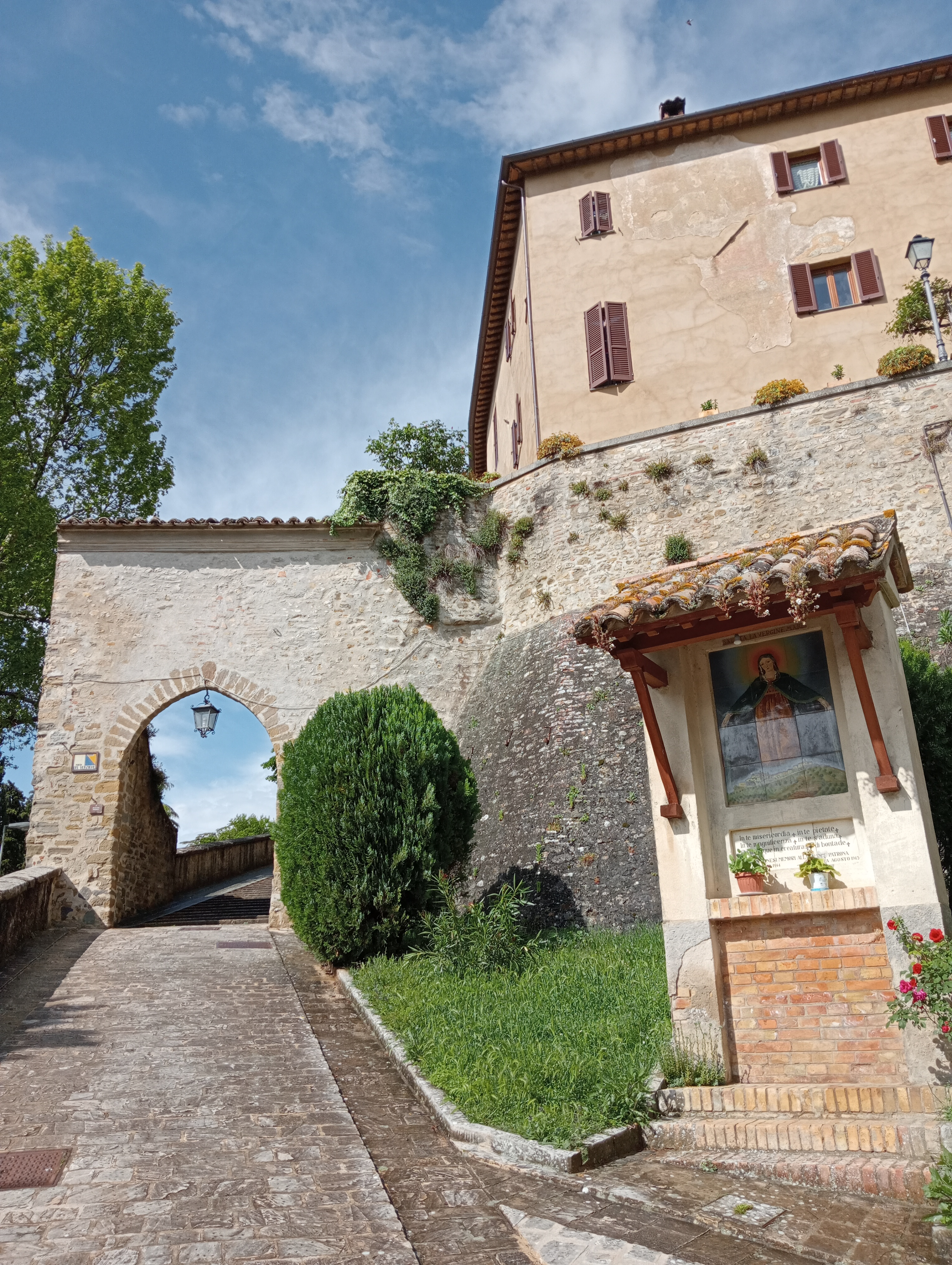
Porta del Verziere

Paese di origine medievale, fu, nel X secolo, feudo dei marchesi di Colle (poi chiamati del Monte di Santa Maria). Già nel 1121 il borgo fortificato, seppur sotto il diretto controllo di Perugia, aveva la possibilità di darsi degli statuti ed amministrare la cosa pubblica attraverso i propri magistrati.
La presenza dei Fortebracci nella località è documentata fin dal XIII secolo. Di tale famiglia faceva parte il condottiero Andrea. Costui, meglio conosciuto come Braccio, creò nei primi decenni del XV secolo un forte stato in Italia centrale fra le odierne regioni dell'Umbria, Lazio e Abruzzo, uno dei più audaci tentativi di creare uno stato indipendente dal potere dello Stato Pontificio. Il 28 agosto 1414 Montone viene elevato a contea da Giovanni XXIII, considerato antipapa, e Braccio ne ricevette l'investitura, per lui e per i suoi discendenti.
Dieci anni dopo, Martino V, papa riconosciuto ufficialmente come legittimo, ripete l'investitura a favore di Carlo, figlio di Braccio, il quale muore nel 1424 nella battaglia dell'Aquila. Nel 1473 Carlo Fortebracci, seguendo le orme del padre, combatte al servizio della Serenissima Repubblica di Venezia e ha ottenuto una vittoria sui Turchi, ricevendo in dono, per tale servizio, una spina presunta della corona di Cristo. Carlo invia a Montone la reliquia e decreta la festa della spina il lunedì dell'Angelo.
Passata ai Vitelli agli inizi del XVI secolo, Montone fu annessa allo Stato della Chiesa verso la metà del Cinquecento.

## Monumenti e luoghi d'interesse

### Castelli
- Castello del Cardaneto. Postazione longobarda fortificata a difesa del corridoio bizantino.
- Ruderi Rocca di Braccio con ex convento di Santa Caterina, oggi archivio storico comunale
- Rocca d'Aries. Sita a circa 6 km, da Montone si erge su una collina in ottima posizione panoramica e strategica.

### Architetture religiose

#### Chiesa di San Francesco
Edificata nel primo Trecento secondo gli stilemi architettonici degli ordini mendicanti, la chiesa, a navata unica sormontata da capriate lignee, si chiude con un luminoso abside poligonale con volte a costoloni riccamente affrescate. Gli affreschi, che interessano anche le pareti dell'edificio, sono ascrivibili a quattro successivi cicli pittorici. La chiesa fu a lungo patronato dei Fortebracci e poi dei Malatesta, che commissionarono le decorazioni interne.

#### Chiesa collegiata di Santa Maria Assunta e di San Gregorio
Venne edificata nel 1668 sulla base di una precedente edificio duecentesco.
Chiesa di Santa Croce
La chiesa fu edificata dai Benedettini del Monastero di San Bartolomeo di Camporeggiano su un terreno donato loro nell'anno 1170. All'inizio del Cinquecento la famiglia Vitelli vi fondò la Confraternita del Santissimo Sacramento aggregata nel 1577 all'Arciconfraternita di Santa Maria sopra Minerva a Roma a fine di godere di più cospicui privilegi e indulgenze. In questa chiesa era la tela dell'Ultima Cena, firmata e datata 1611 da Denijs Calvaert, forse commissionata da un membro della famiglia Vitelli ed oggi nella Chiesa collegiata di Santa Maria Assunta e di San Gregorio.

#### Pieve di San Gregorio Magno

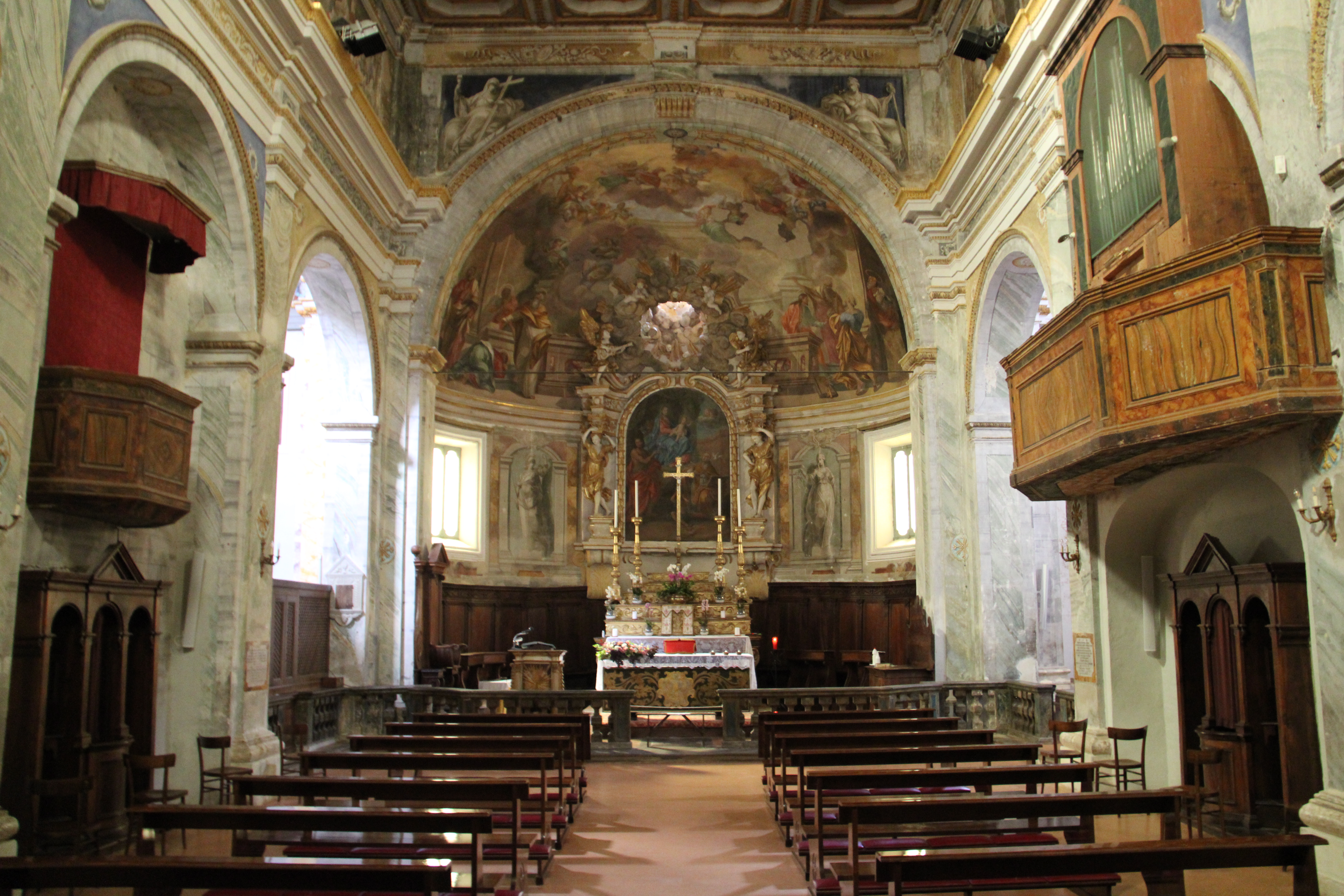
Chiesa Gregorio Magno

L'antica collegiata dei Canonici, un tempo intitolata al patrono san Giovanni Battista, sorge lungo la valle del torrente Lana ai piedi dell'ex monastero di San Francesco (un tempo Castro Veteri). È una costruzione fortificata a tre navate, divise da pilastri di mattoni ed archi abbinati, edificata in stile romanico, probabilmente su un precedente edificio altomedievale (VIII-IX secolo), del quale resta un fregio lapideo collocato in una spalletta della monofora centrale dell'abside. L'abside maggiore ospita un'edicola lignea dorata, finemente lavorata, che un tempo ospitava le quattro statue lignee policrome del Cristo deposto, della Vergine, di san Giovanni Evangelista e di Giuseppe di Arimatea, tutte di epoca duecentesca, ospitate oggi nel locale museo civico. Le due navate laterali si chiudono con due edicole rinascimentali in pietra serena. È sita presso un maneggio privato.

#### Altre chiese
- Chiesa della Madonna delle Grazie
- Ex chiesa di San Fedele, oggi auditorium comunale
- Chiesa di San Pietro in Carpini
- Ex chiesa di San Lorenzo XIV sec. loc. Carpini (Borgo Coloti)
- Chiesetta della Madonna dei Confini, si trova alla fine della strada della contrada San Lorenzo, strada che s'inerpica dalla frazione di Corlo sul colle Scontrini, al confine di Montone con Pietralunga. È una piccola chiesa, dalla semplice architettura rurale umbra, che racchiude un affresco del 1765.

## Società

### Evoluzione demografica
Abitanti censiti

## Cultura

### Musei, archivi e biblioteche
- Complesso museale di San Francesco
- Museo etnografico "Il Tamburo Parlante"
- Biblioteca comunale
- Archivio comunale

### Eventi

#### Umbria Film Festival
Rassegna cinematografica estiva con proiezioni che si tengono nella storica piazza Fortebraccio.

#### Festa della donazione della Santa Spina
Quando Carlo Fortebracci inviò la santa spina a Montone, la leggenda narra che all'arrivo del primo drappello di soldati, le campane della città cominciassero a suonare da sole. La venerazione della Spina è sempre stata molto fervida e nel 1635 fu esposta in un reliquiario d'argento; nel 1638, per motivi di ordine pubblico a causa del notevole numero di pellegrini che arrivavano a Montone richiamati dalla reliquia, fu disposta una seconda ostensione, la penultima domenica di agosto di ogni anno, che ancora oggi è dedicata alla festa. Montone celebra gli antichi fasti nella Contea dei Fortebracci. Dal 1798, quando la chiesa di San Francesco fu incendiata, la Spina nel suo prezioso reliquiario, è custodita dalle suore del convento di Sant'Agnese.

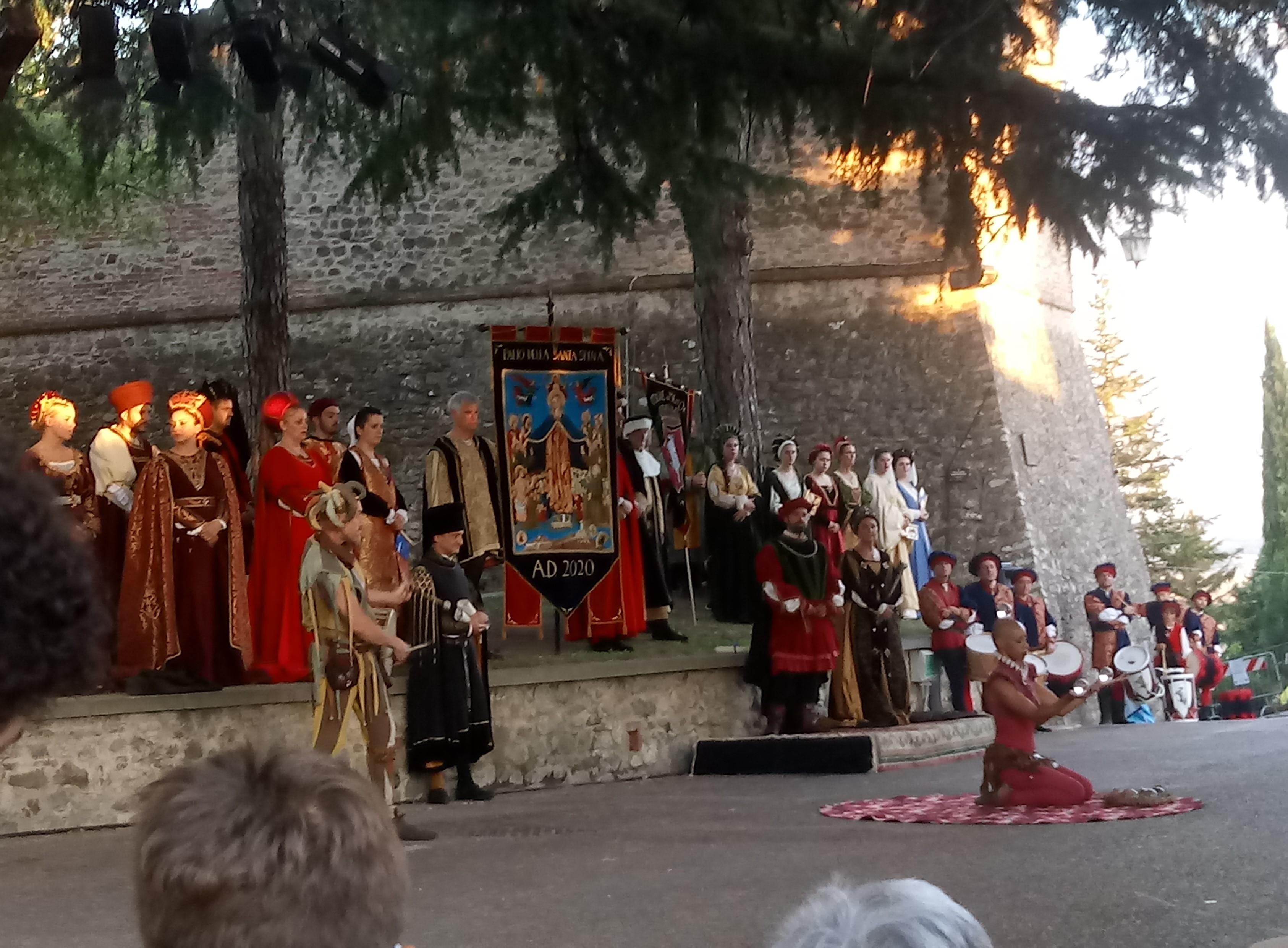
Spettacolo in costumi rinascimentali durante la Festa della Donazione della Santa Spina nel 2020.

La manifestazione storica è un ricco insieme di momenti storico-culturali che, dall'edizione del 2007, ha anche il patrocinio dell'UNESCO. Nella settimana dei festeggiamenti, i tre rioni di Montone (porta del Borgo, porta del Monte e porta del Verziere) ricreano atmosfere medievali e si lanciano sfide, cimentandosi nel tiro con l'arco al fine di aggiudicarsi il Palio e la Castellana (figura che rievoca Margherita Malatesta di Rimini, moglie del conte Carlo Fortebracci, la quale governava, in sua assenza, la città di Montone).

#### Festa del bosco
La festa si tiene con cadenza annuale nel periodo compreso tra la fine di ottobre e l'inizio di novembre. È una mostra-mercato a ingresso libero caratterizzata dalla presenza di prodotti tipici (salumi, formaggi, funghi, miele, castagne e derivati) esposti lungo le vie del paese e all'interno degli antichi palazzi. Sono inoltre presenti numerose manifestazioni folcloristiche ed eventi musicali.

## Amministrazione
| Periodo        | Periodo        | Primo cittadino   | Partito                                                       | Carica  | Note  |
| -------------- | -------------- | ----------------- | ------------------------------------------------------------- | ------- | ----- |
| 3 luglio 1985  | 10 giugno 1990 | Silvano Ricci     | Partito Comunista Italiano                                    | Sindaco | [ 6 ] |
| 22 giugno 1990 | 23 aprile 1995 | Silvano Ricci     | Partito Comunista Italiano Partito Democratico della Sinistra | Sindaco | [ 6 ] |
| 24 aprile 1995 | 13 giugno 1999 | Franco Capecci    | Partito Democratico della Sinistra                            | Sindaco | [ 6 ] |
| 14 giugno 1999 | 13 giugno 2004 | Franco Capecci    | Democratici di Sinistra                                       | Sindaco | [ 6 ] |
| 14 giugno 2004 | 7 giugno 2009  | Mariano Tirimagni | Centro-sinistra                                               | Sindaco | [ 6 ] |
| 8 giugno 2009  | 25 maggio 2014 | Mariano Tirimagni | Centro-sinistra                                               | Sindaco | [ 6 ] |
| 26 maggio 2014 | 26 maggio 2019 | Mirco Rinaldi     | Centro-sinistra                                               | Sindaco | [ 6 ] |
| 27 maggio 2019 | 9 giugno 2024  | Mirco Rinaldi     | Centro-sinistra                                               | Sindaco | [ 6 ] |
| 10 giugno 2024 | in carica      | Mirco Rinaldi     | Centro-sinistra                                               | Sindaco | [ 6 ] |